# عثمان بنجلون
عثمان بنجلون (مواليد 1 نوفمبر 1932) هو مصرفي ورجل أعمال مغربي. هو رئيس المجموعة الاقتصادية فينانس كوم, التي تراقب نحو 25% من سوق التأمين بالمغرب عبر الشركة الوطنية للتأمين والشركة الملكية للتأمين، اللتين اندمجتا تحت اسم الملكية الوطنية للتأمين، ومدير البنك المغربي للتجارة الخارجية، الذي يمثل نحو 16% من النشاط المصرفي بالمغرب، كما يرأس بنجلون منذ عام 1995 «المجموعة المهنية لبنوك المغرب».
في مايو 2013 حصل على لقب «الإداري الفخري» من مركز الدراسات الدولية والاستراتيجية بواشنطن.

## مسيرته
بدأ بنجلون حياته العملية في التجارة رفقة أخيه عمر، الوكيل الحصري لشركة فولفو السويدية بالمغرب. وتوسعت أعمال الأخوان بنجلون لتشكل مجموعة صناعية عملاقة ومتنوعة الأنشطة.
في عام 2019، احتل عثمان بنجلون المرتبة الثانية في قائمة أغنى رجل في المغرب، والخامس عشر في إفريقيا وفقًا لمجلة فوربس، بثروة تقدر بأكثر من 1.3 مليار دولار

### شراء الملكية للتأمين
وفي سنة 1989 بدأ بنجلون المشوار الذي سيقوده لإنشاء مجموعته المالية الخاصة بشراء حصص الورثة في «الشركة الملكية للتأمين». ورغم أن هذه الأخيرة لم تكن شركة كبيرة، إلا أنها تكتسي أهمية رمزية وتاريخية بالنسبة للقطاع المالي المغربي، فتأسيسها يعود إلى مرحلة النضال الوطني من أجل استقلال المغرب، إذ تم تأسيسها سنة 1949 من طرف مجموعة من المنتسبين للحركة الوطنية كان يحدوهم الطموح لوضع اللبنات الأولى لاقتصاد المغرب المستقل. وشكل إطلاق اسم «الملكية» على الشركة في ذلك الوقت تحديا للسلطات الاستعمارية اعتبارا لدور الملك محمد الخامس في قيادة معركة التحرير الوطني.
وعندما تسلم عثمان بنجلون زمام «الشركة الملكية التأمين» اعتمد في إدارتها الصرامة في احترام الضوابط والمعايير المعتمدة دوليا في إدارة نشاط التأمين. وجنب هذا المنهج الشركة مطب الدخول في حرب الأسعار والصراع المحموم حول حصص السوق الذي زج بقطاع التأمينات المغربي في أزمة خانقة خلال التسعينات والذي أدى إلى إفلاس 5 شركات تأمين. ورغم أن الشركة الملكية ظلت شركة صغيرة إلا أنها اكتسبت بفضل سياستها الصارمة قاعدة مالية صلبة، إذ كان هامش سيولتها في منتصف التسعينات يقدر بنحو 3000%، وتمكنت بذلك من التقدم بعرض غير قابل للمنافسة عندما طرحت الدولة حصصها في مصرف «البنك المغربي للتجارة الخارجية» للبيع.

### البنك المغربي للتجارة الخارجية
وأثار فوز بنجلون بصفقة تخصيص «البنك المغربي للتجارة الخارجية» عام 1995 عدة انتقادات داخل وخارج المغرب، وعبر خبراء مؤسسات مالية دولية عن تخوفهم من الأخطار التي يمكن أن تنجم عن سيطرة الرأسمال الصناعي على الرأسمال المصرفي.
وبدأ بنجلون مسلسل تحويل «البنك المغربي للتجارة الخارجية» من مؤسسة مالية عمومية متخصصة في تمويل التجارة الخارجية إلى مصرف حديث متعدد الأنشطة والمهن البنكية والشبه بنكية. ولتمويل هذا المشروع لجأ بنجلون عام 1996 إلى عملية مالية غير مسبوقة في المغرب، إذ كان أول مؤسسة مغربية خاصة تصدر «سندات إيداع دولية» (GDR) مسعرة في بورصة لندن لتمويل الزيادة في رأسمال البنك بقيمة 60 مليون دولار.
ومع نهاية سنة 1999 تعززت المجموعة المالية لعثمان بنجلون بشركتين جديدتين للتأمين، إذ تقدم بعرض غير قابل للمنافسة لشراء «الشركة الوطنية للتأمين»، و«شركة الرابطة الإفريقية للتأمين» اللتين كانتا مملوكتين لـ«مجموعة التأمين الوطنية» الفرنسية. ومرة أخرى تم تمويل الصفقة باقتراض دولي قيمته 160 مليون يورو شاركت في تمويله 25 مؤسسة مصرفية أوروبية ودولية.

### الصناعة
وفي المجال الصناعي شكل عثمان بنجلون، مع شركة «هاتفيكا» الإسبانية وشركة الاتصالات البرتغالية» ومجموعة «أكوا» المغربية و«صندوق الإيداع والتدبير» المغربي، التحالف الذي فاز بالرخصة الثانية للهاتف النقال بالمغرب، والتي درت على خزينة الدولة نحو مليار دولار تم إيداعها في «صندوق الحسن الثاني للتنمية» الموجه لمرافقة البرامج الكبرى للسياسات التنموية للحكومة المغربية. وفي سنة 2000 أعلن عثمان بنجلون هيكلة مساهماته في إطار مجموعة مالية أطلق عليها اسم «فايننس كوم».
ويلعب بنجلون دورا بارزا في مجال دعم الشركات المغربية خاصة تلك التي تعاني صعوبات مالية. فقد ساهم في تقويم الشركة المغربية للملاحة «كوماناف»، والتي ستطرحها الدولة للتخصيص مع بداية العام المقبل بعد أن تجاوزت نفق الخسائر وبدأت تدر الأرباح. كما قام بشراء مجموعة «ماروك سوار» الإعلامية في نهاية 2001، ليعيد بيعها لرجل الأعمال والصحافي السعودي عثمان العمير في مارس (اذار) 2004 بعد تقويم اختلالاتها المالية، وتحديث مطابعها وهياكلها.
ويوجد عثمان بنجلون في العديد من الشركات التي توجد في وضعية صعبة كمساهم في رأسمالها من جهة، ومن خلال القروض المصرفية لـ«البنك المغربي للتجارة الخارجية». وقد كلف هذا السلوك بنجلون العديد من الانتقادات التي وصفته أحيانا بالمغامر، خاصة من طرف «البنك المركزي المغربي» الذي عبر عن قلقه لمستوى محفظة مساهمات «البنك المغربي للتجارة الخارجية» ونسبة المخاطر التي تكتنفها.
وبالموازات مع أنشطته الاقتصادية يرأس بنجلون «مجلس التجارة والاستثمار المغربي ـ الأميركي»، كما يضطلع بدور مستشار لدى «مركز الدراسات الاستراتيجية الدولية» في واشنطن.
وكان العاهل المغربي الملك الحسن الثاني قد عينه مستشارا لجامعة الأخوين بمدينة إفران المغربية. وفي مجال العمل الاجتماعي أنشأ بنجلون «مؤسسة البنك المغربي للتجارة الخارجية»، التي جعلت من بين أولوياتها محاربة الأمية والحفاظ على البيئة.

## وصلة خارجية
- البنك المغربي للتجارة الخارجية